# Прекоморске бригаде НОВЈ
Прекоморске бригаде Народноослободилачке војске Југославије (итал. Brigate d'oltremare dell'Esercito popolare di liberazione della Jugoslavia) биле су формиране у Италији након капитулације у септембру 1943. године, а сачињавали су их словеначки, хрватски и црногорски политички заробљеници, који су до тада робијали у концентрационим логорима, те Словенци и Истрани који су били војници Италијанске војске. Непосредно након оснивања, у бригадама се налазило око 8.000 бораца.

## Настанак и деловање бригада
У италијанском граду Барију деловала је пријемна база, а Врховни штаб НОВ и ПО Југославије успео је да у прекоморске бригаде, које су биле под њезином командом, укључи бивше припаднике италијанске и немачке војске, интернирце, припаднике Специјалних батаљона (итал. Battaglioni speciali) и југословенске пребеге Савезницима (припадници Југословенске војске ван отаџбине у северној Африци и другде) који су желели да се прикључе НОВЈ. Међу пре наведеним припадницима бригаде, било је и око 1800 Италијана и 450 антифашиста из других држава.
Прекоморци су били већина у новим, технички захтевнијим јединицама НОВЈ (артиљерија, ваздухопловство, ратна морнарица). Од пет формираних бригада, Прва и Друга прекоморска бригада НОВЈ ратовале су широм Југославије, Трећа је била део Осмог корпуса и Четврте армије ЈА у дејствовању према Трсту, Четврта је у Монополију била задужена за логистику, Пета је учествовала у ослобађању источне Словеније и Љубљане.
Од октобра 1943. до краја рата у мају 1945. године, прекоморске су бригаде учествовале у 120 борбених операција. У рату је погинуло укупно 3 200 бораца, док је рањених било више од 7 000. Осим борбеног дејствовања, у њиховим је јединицима покренуто много културних делатности, па су била организована и 22 певачка хора. При крају рата, у прекоморским бригадама се налазило 26 000 бораца.

## Наслеђе
Пут прекоморских бригада у Пули, који прати трасу старе пулске обилазнице, назван је у част прекоморских бригада НОВЈ.
У Словенији, прекоморске бригаде су одликоване „Златним часним знаком свободе Републике Словеније“.

## Списак прекоморских бригада
| назив                            | датум формирања    | место формирања    | одликовања |
| -------------------------------- | ------------------ | ------------------ | ---------- |
| Прва прекоморска бригада НОВЈ    | 20. октобар 1943.  | Карбонара, Италија |            |
| Друга прекоморска бригада НОВЈ   | 7. децембар 1943.  | Хвар               |            |
| Трећа прекоморска бригада НОВЈ   | 17. децембар 1943. | Гравина, Италија   |            |
| Четврта прекоморска бригада НОВЈ | јул 1944.          | Гравина, Италија   |            |
| Пета прекоморска бригада НОВЈ    | септембар 1944.    | Гравина, Италија   |            |